# Carta Pisana

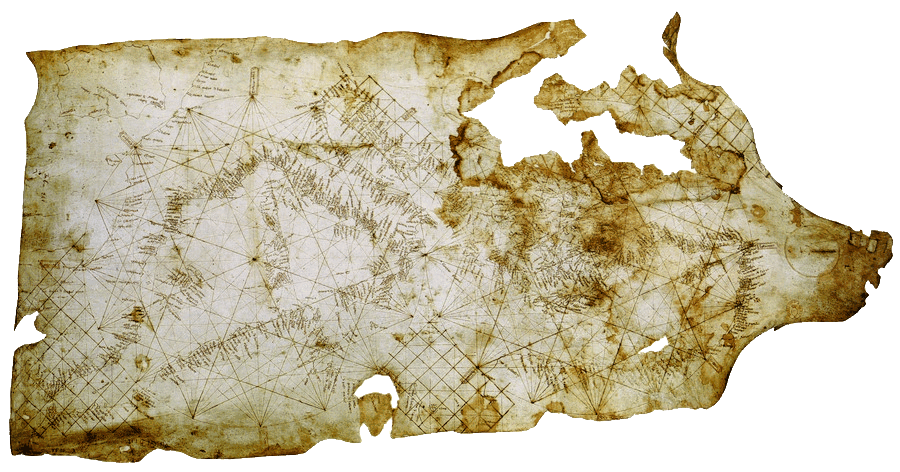
Carta Pisana

Carta Pisana – najstarszy zachowany portolan, datowany na koniec XIII wieku. Obecnie znajduje się w zbiorach Biblioteki Narodowej Francji w Paryżu.
Mapa powstała około 1275–1300 roku. Wykonano ją na karcie pergaminowej o wymiarach 0,5×1,05 m. Zachowała się w złym stanie, co świadczy o tym, że swego czasu była intensywnie eksploatowana. Autor i pierwotny właściciel mapy są nieznani. Przypuszczalnie została opracowana w Genui, zaś nazwę Carta Pisana nadano jej z tego powodu, że później należała do rodziny bogatych kupców z Pizy.
Na mapie zaznaczono dokładną linię brzegową Morza Śródziemnego i Morza Czarnego, z naniesionymi prostopadle do niej nazwami około tysiąca portów i obiektów nadmorskich. Kontur zachodnich wybrzeży Europy ukazano natomiast schematycznie, Wielka Brytania przedstawiona została tylko ogólnikowo, w nieforemnym kształcie. Umieszczony koło Akki symbol krzyża jest jedną ze wskazówek do datowania portolanu – twierdza ta została bowiem w 1291 roku zdobyta i zrównana z ziemią przez muzułmanów. Anonimowy autor posłużył się podziałką liniową, co stanowi ewenement na tle innych ówczesnych map. Podziałkę narysowano w formie nałożonych na mapę dwóch okręgów podzielonych na części opisane kierunkami świata. Na obszarze Afryki Północnej, nie objętej okręgami, umieszczono natomiast siatkę kwadratów.